# Калинівка (Білоцерківський район)
Кали́нівка (МФА: [kɐˈɫɪɲiu̯kɐ] ( прослухати)) — село в Рокитнянській селищній громаді Білоцерківського району Київської області України. Населення становить 468 осіб.
Існує під сучасною назвою і як самостійне поселення із 1992 року. Доти існувало як поселення радгоспу «Шарки».